# الأوركسترا السمفونية للإذاعة الوطنية الأوكرانية
الاوركسترا السيمفونية الأوكرانية (بالأوكرانية: Симфонічний оркестр Українського радіо؛ سيمفونيتشي اوركيستر يوكراينسكو راديو)؛ كانت سابقاً أوركيسترا سمفونية ان آر سي يو، (بالأوكرانية: Симфонічний оркестр НРКУ؛ سيمفونيتشي اوركيستر ان آر كي يو)، هي الأوركسترا الإذاعية للإذاعة الأوكرانية منذ عام 1929. الآن الأوركسترا هي جزء من هيئة الإذاعة العامة الوطنية.
قاعدة التدريب ومكان الحفل الرئيسي للأوركسترا هو دار التسجيلات للإذاعة الأوكرانية التي تقع في كييف.

## التاريخ
أُنشئت الأوركسترا الحديثة من مركز الإذاعة الأوكرانية وقتئذ. أدت الاوركسترا لأول مرة في 5 أكتوبر 1929، ولاقت حينها إشادة نقدية، تُعد عروض الفرقة حتى الآن لحظة هامة في التاريخ الثقافي الأوكراني. دُعي أفضل الموسيقيين في العاصمة الأوكرانية السابقة خاركيف للانضمام إلى الأوركسترا التي أدارها ياكيف روزنشتاين. كانت الأوركسترا مكونة من 45 موسيقياً، وكانوا جميعاً جزءاً من المسرح الإذاعي. بدأت دورتها السيمفونية الأولى بأعمال بيتر إليتش تشايكوفسكي بعد وقت قصير من افتتاحها في 14 أكتوبر مع سيمفونيته الخامسة وجناحه الأوركسترالي الثالث.
انتقلت الأوركسترا في نهاية المطاف إلى العاصمة الجديدة أوكرانيا (كييف) بسبب التحولات السياسية والانتقالات الداخلية، وزاد عددها إلى 60 موسيقياً. سرعان ما أصبحت الأوركسترا الوحيدة المدعومة من الحكومة المكرسة حصراً للموسيقى السيمفونية، استمرت الأوركسترا في العرض وأداء الحفلات الموسيقية العامة والتسجيل لأوكرانيا وشركات الموسيقى في جميع أنحاء العالم، وقد لاقت تسجيلات الفيديو الخاصة بها نجاحاً تجارياً كبيراً؛ إذ تُعتبر الحفلات الموسيقية ذات أهمية ثقافية وطنية وتضاف إلى أموال الإذاعة الأوكرانية.
إحدى إنجازات الأوركسترالية للفرقة كانت ولا زالت تتمثل في الحفاظ على التقاليد الموسيقية لأوكرانيا بوجه خاص وأوروبا الشرقية بشكل عام، كما كان هدفها إنتاج أكثر من 10,000 تسجيلاً للأعمال الأوركسترالية بالحصول على لقب التكريم الجماعي ومنح مكانة أكاديمية لمزايا خاصة في تطوير الفن الموسيقي في أوكرانيا.
عملت الأوركسترا على مر السنين مع موسيقيين مشهورين عالمياً مثل ميكولا كوليسا، وناتان راكلين، وثيودور كوشار، وآرام غرابيكيان وعدة آخرين، كما توالت أعمالهم وجولاتهم في جميع أنحاء أوروبا وآسيا بما في ذلك ألمانيا وإيطاليا وفرنسا وإسبانيا وبولندا وكوريا الجنوبية وإيران والجزائر.

### القادة الموسيقيون
| الاسم               | من   | إلى        |
| ------------------- | ---- | ---------- |
| ياكيف روزنشتين      | 1929 | 1935       |
| هيرمان أدلر         | 1935 | 1937       |
| ميخايلو كانرشتين    | 1937 | 1941       |
| بترو بولياكوف       | 1944 | 1956       |
| كونستانتين سيميونوف | 1957 | 1961       |
| فاديم غينداش        | 1961 | 1989       |
| فولوديمير سيرينكو   | 1991 | 1999       |
| فياتشيسلاف بلينوف   | 1999 | 2005       |
| فولوديمير شيكو      | 2005 | لغاية الآن |

## وصلات خارجية
- الصفحة الرئيسية ل أوركسترا السيمفونية الأوكرانية على موقع الإذاعة الأوكرانية.
- تشكيلة الأوركسترا.